# Institut de physique nucléaire Budker
L'Institut de physique nucléaire Budker est l'un des centres de recherche les plus importants de Russie dans le domaine de la physique nucléaire. Il se situe en Sibérie dans la ville de Akademgorodok, sur l'avenue Lavrentiev.
L'institut a été fondé par Gersh Itskovich Budker en 1959. Il a été rebaptisé en son honneur après sa mort en 1977.
Même si son nom pourrait le laisser croire, l'activité de l'institut n'a jamais été liée à la recherche nucléaire militaire ou au domaine de l'énergie nucléaire. Sa principale activité de recherche concerne la physique des hautes énergies (en particulier la physique des plasmas) et la physique des particules. En 1961, l'institut commença la construction de VEP-1, le premier accélérateur de particules du monde. Il a contribué à la construction au CERN du Large Hadron Collider (LHC) et à l'amélioration en 2018 de l'European Synchrotron Radiation Facility, en fournissant de l'équipement et notamment des aimants.
Le centre de recherche emploie à l'heure actuelle environ 3 000 personnes, et héberge plusieurs groupes de recherche et de grands équipement parmi lesquels un synchrotron. Il est membre de l'académie des sciences de Russie.

## Directeurs de l'institut
- 1959-1977: Gersh Budker (en)
- 1977-2015: Alexandre Skrinski
- 2015-: Pavel Logatchov (ru)